# Antoniae
Leges Antoniae va ser el nom de diverses lleis proposades per Marc Antoni o sota el seu impuls, després de la mort de Juli Cèsar. Ciceró esmenta diverses mesures proposades per Marc Antoni, i també ho fan Dió Cassi i Appià.
Entre aquestes lleis podem citar les següents:
- Antonia de dictadura
- Antonia de majestatis
- Antonia de nomine mensis Julii
- Antonia de sacerdotiis
- Antonia judiciaria.[1]